# Друга влада Лазара Докића
Друга влада Лазара Докића је била влада Краљевине Србије од 16. јуна до 5. децембра 1893.

## Историја
Краљева политика помирења, коју је прокламовао у Скупштини, није важила за либерале. Докићева влада оптужена је због незаконитих поступака. Само два месеца касније, Докић се разболео, а краљ улази у сукоб са министрима. Резултат је излазак Франасовића из владе, што је био краљев велики уступак на који није био обавезан по Уставу. Франасовића је заменио Сава Грујић на месту министра војног. Радикали су оспорили краљеву апсолутну власт. Краљ није желео нове туторе; да се према њему понашају као према детету и да га истискују из државне управе. Докићев заменик Грујић није успео да успостави равнотежу између Скупштине и краља чији су се прерогативи у Скупштини сводили на један глас. Влада, Државни савет и Скупштина могли су надгласати краља. Докић је 5. децембра поднео оставку, а нову владу саставио је Сава Грујић

## Чланови владе
| Функција                                                           | Слика | Име и презиме         | Детаљи |
| ------------------------------------------------------------------ | ----- | --------------------- | ------ |
| Председник министарског савета и министар просвете и црквених дела |       | Лазар Ђ. Докић        |        |
| Министар иностраних дела                                           |       | Андра Николић         |        |
| Министар унутрашњих дела                                           |       | Светозар Милосављевић |        |
| Министар правде                                                    |       | Пера Максимовић       |        |
| Министар финансија                                                 |       | Михаило В. Вујић      |        |
| Министар војни                                                     |       | Сава Грујић           |        |
| Министар грађевина                                                 |       | Светозар Станковић    |        |
| Министар народне привреде                                          |       | Раша Милошевић        |        |